# آپاچی کلوداستک
کلوداستک (به انگلیسی: Apache CloudStack) یک نرم‌افزار منبع باز رایانش ابری برای ساخت، مدیریت و پیاده‌سازی سرویس زیر ساخت ابری است. کلوداستک از هایپروایزرهای موجود مانند KVM, VMware ESXi|VMware vcenter و XenServer/XCP برای مجازی سازی استفاده می‌کند. کلوداستک علاوه بر API خود از رابط برنامه‌نویسی کاربردی وب سرویس آمازون، و اپن کلود کامپیوتینگ اینترفیس از انجمن اپن گرید پشتیبانی می‌کند.

## ویژگی‌های کلیدی
- دارای میزان در دسترس بودن بالا برای ماشینهای مجازی و هاست‌ها
- دارای AJAX web GUI برای مدیریت
- سازگاری با AWS API
- Hypervisor agnostic
- مدیریت اسنپ شات
- اندازه‌گیری استفاده
- مدیریت شبکه (VLAN و گروه‌های امنیتی)
- روترهای مجازی، فایروال، متعادل کننده‌های بار ترافیکی
- پشتیبانی از نقشهای متعدد